# Караева, Улькер Маил кызы
Улькер Маил кызы Караева (азерб. Ülkər Mayıl qızı Qarayeva; 1914, Елизаветпольский уезд — ?) — советский азербайджанский хлопковод, Герой Социалистического Труда (1950).

## Биография
Родилась в 1914 году в селе Морул Елизаветпольского уезда Елизаветпольской губернии (ныне часть города Шамкир Шамкирского района Азербайджана).
С 1940 года рабочая, звеньевая виноградарского совхоза имени Азизбекова Шамхорского района. В 1949 году получила урожай винограда 190,8 центнеров с гектара на площади 3,8 гектаров. Выращивала в основном филлоксероустойчивые саженцы для снабжения совхозов и колхозов Азербайджана, плодоносящие виноградные насаждения сортов Баян-Ширей и Рхацители. Звено Караевой обрабатывая винограданики, получало не менее 130% планового сбора, проводило мероприятия по уходу за насаждениями на высоком агротехническом уровне — своевременно опрыскивая и опыливая кусты против болезней и вредителей лозы, вносили минеральную подкормку, органические удобрения, своевременно поливали виноградники.
Указом Президиума Верховного Совета СССР от 4 сентября 1950 года за получение высоких урожаев винограда на поливных виноградниках в 1949 году Караевой Улькер Маил кызы присвоено звание Героя Социалистического Труда с вручением ордена Ленина и золотой медали «Серп и Молот».
С 1957 года пенсионер союзного значения.